# KREEP

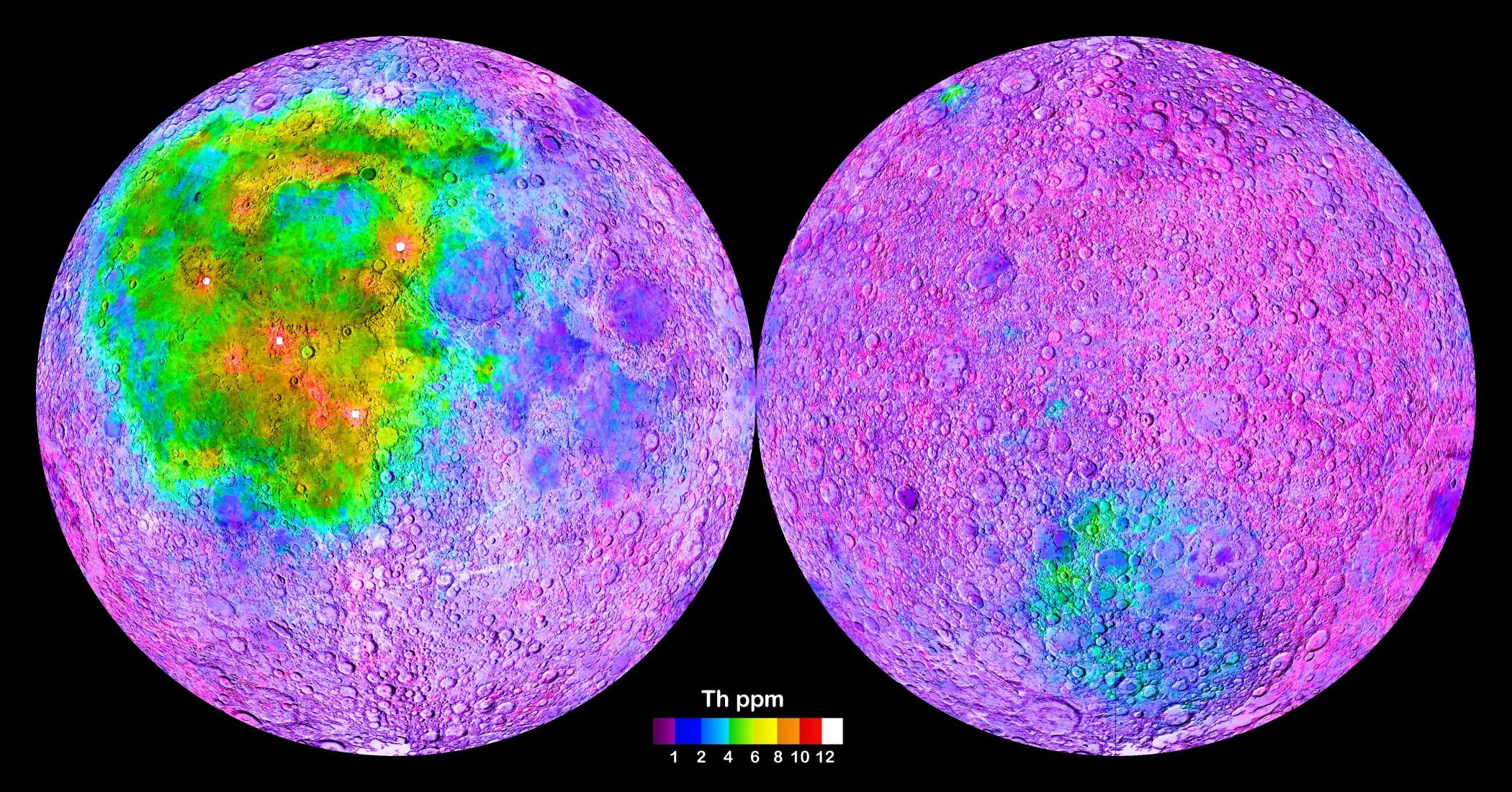
Концентрація торію на Місяці, нанесена на карту Lunar Prospector. Торій корелює з розташуванням KREEP.

KREEP, абревіатура, що складається з літер K (хімічний символ для калію), REE (рідкісноземельні елементи, англ. rare-earth elements) і P (для фосфору), є геохімічним компонентом деяких місячних ударних брекчій і базальтових порід. Його найважливішою особливістю є дещо підвищена концентрація більшості так званих «несумісних» елементів (тих, що концентруються в рідкій фазі під час кристалізації магми) і елементів, що виділяють тепло, а саме радіоактивного урану, торію та калію (через наявність радіоактивного 40К).

## Типовий склад
Типовий склад KREEP включає близько одного відсотка оксидів калію та фосфору за масою, від 20 до 25 частин на мільйон рубідію та концентрацію елемента лантану, яка в 300—350 разів перевищує концентрацію, виявлену в вуглецевих хондритах. Більшість калію, фосфору та рідкісноземельних елементів у базальтах KREEP входять до складу зерен фосфатних мінералів апатиту та мерріліту.

## Можливе походження
Непрямо було зроблено висновок, що походження KREEP є частиною процесу походження Місяця. Зараз прийнято вважати, що це сталося внаслідок того, що скелястий об'єкт розміром з Марс врізався в Землю приблизно на 4,5 мільярдів (4,5×109) років тому. Це зіткнення викинуло на орбіту навколо Землі велику кількість уламків. Вони зрештою зібралися разом, утворивши Місяць.
Враховуючи високу енергію такого зіткнення, було зроблено висновок, що велика частина Місяця знаходилась би у рідкому стані, і це утворило б магматичний океан Місяця. Під час кристалізації цієї рідкої породи такі мінерали, як олівін і піроксен, випадали в осад і опускалися на дно, утворюючи місячну мантію.
Після того, як затвердіння було завершено приблизно на 75 %, почав кристалізуватися анортозитний плагіоклаз, і через свою низьку щільність він спливав, утворюючи тверду кірку. Отже, елементи, які зазвичай є несумісними (тобто ті, які зазвичай розподіляються в рідкій фазі), поступово концентрувалися б у магмі. Таким чином утворилася багата KREEP магма, яка спочатку була затиснута між корою та мантією. Свідченням цих процесів є дуже анортозитний склад кори місячних нагір'їв, а також наявність порід, багатих на KREEP.

## Вимірювання Lunar Prospector
До місії місячного супутника Lunar Prospector вважалося, що ці матеріали KREEP утворилися в широкому шарі під земною корою. Однак вимірювання гамма-спектрометра на борту цього супутника показали, що породи, що містять KREEP, переважно зосереджені під Океаном Бур і Морем Дощів. Це унікальна місячна геологічна провінція, яка зараз відома як Procellarum KREEP Terrane.
Басейни, розташовані далеко від цієї провінції, які глибоко проникли в кору (і, можливо, мантію), такі як Море Криз, Море Східне та басейн Південного полюса–Ейткена, показують лише незначні або зовсім відсутні посилення KREEP у своїх краях або викидах. Концентрування радіоактивних елементів, що виробляють тепло, в корі (та/або мантії) Procellarum KREEP Terrane майже напевно відповідає за довговічність та інтенсивність вулканізму на ближньому боці Місяця.